# Hydaphias mosana
Hydaphias mosana är en insektsart som beskrevs av Hille Ris Lambers 1956. Hydaphias mosana ingår i släktet Hydaphias och familjen långrörsbladlöss. Enligt den finländska rödlistan är arten nära hotad i Finland. Arten är reproducerande i Sverige. Artens livsmiljö är torra gräsmarker. Inga underarter finns listade i Catalogue of Life.